# Doom II: Hell on Earth
Doom II: Hell on Earth — відеогра, шутер від першої особи, розроблена компанією id Software, випущена для IBM PC 10 жовтня 1994 року. Є продовженням популярної і революційної гри Doom, яка вийшла в світ роком раніше. 1995 року  Doom II виграла премію Origins Award в номінації «Найкраща відеогра в стилі фентезі та наукової фантастики 1994 року». На відміну від Doom, яка поширювалася за shareware-схемою за поштовими замовленнями, Doom II продавалася в магазинах.
Doom II була дуже добре прийнята критиками і гравцями. Кількість проданих копій досягла двох мільйонів. На той момент це була комерційно найуспішніша гра id Software. На її основі була створена Final Doom.
Версія для консолі Sega Saturn яка вийшла в 1997 році, продавалася як перша частина Doom, де в меню під режимом Ultimate Doom пропонувалася зіграти і в другу частину.

## Ігровий процес

Ігровий процес Doom II.

Doom II мало відрізняється від попередниці як в плані технологій, так і графікою та ігровим процесом. Суть гри як і раніше полягає в тому, щоб шукати спосіб перейти з одного рівня на інший, по дорозі знищуючи чудовиськ шляхом стрілянини.
Основною відмінністю від оригінальної гри стали нові різновиди противників: 
- арахнотрон;
- архілиходій (arch-vile);
- елементаль болю (pain elemental);
- Ікона гріха;
- колишній спецпризначенець / важкоозброєний чувак / кулеметник (former commando / heavy weapon dude / chaingunner);
- командир Кін (commander Keen);
- манкубус;
- пекельний лицар;
- ревенант;
- штурмовик SS з Wolfenstein (Wolfenstein SS).

Єдиною новою зброєю став двоствольний дробовик, який дає залп з 21 дробинки замість семи звичайного дробовика, що робить його особливо ефективним проти демонів, какодемонів та інших ворогів середнього розміру, при стрільбі по віконних прорізах і на ближній дистанції, але потребує довшої перезарядки. Новим предметом стала мегасфера (megasphere): сіра куля, яка збільшує показники здоров'я і броні гравця до 200 %.
Замість трьох невеликих епізодів в Doom, які можна проходити в будь-якому порядку, гра містить один великий епізод із періодичними текстовими сюжетними вставками. Це означає, що гравець не позбавляється добутих зброї, патронів і броні з початком нового епізоду.
Як і в Doom, дизайн рівнів змінюється з розвитком сюжету. Наприклад, на Землі протагоніст бореться на військових об'єктах та на вулицях міст. Дизайнери створили три десятки різноманітних рівнів — від невеликих «арен» до заплутаних лабіринтів.

## Сюжет
Рівні: Entryway, Underhalls, The Gauntlet, The Focus, The Waste Tunnels, The Crusher; Dead Simple, Tricks and Traps, The Pit, Refueling Base, 'O' of Destruction!; The Factory, Downtown, The Inmost Dens, Industrial Zone, Suburbs, Tenements, The Courtyard, The Citadel, Gotcha!; Nirvana, The Catacombs, Barrels o' Fun, The Chasm, Bloodfalls, The Abandoned Mines, Monster Condo, The Spirit World, The Living End, Icon of Sin; Wolfenstein (секретний), Grosse (суперсекретний).
Події гри починаються незабаром після фіналу Doom. Гравець знову керує безіменним піхотинцем. У фіналі попередньої частини розправившись із силами Пекла на Фобосі та Деймосі, він повертається на Землю, думаючи, що планеті нічого не загрожує. Та озирнувшись, піхотинець бачить, як палає місто попереду. Кинувшись на допомогу, піхотинець зустрічає повтор, як «з поганого фільму жахів».
Демони прориваються у все більших кількостях з невідомого місця й наповнюють Землю і руйнують міста по всій планеті, винищуючи населення та обертаючи його на чудовиськ. Аби врятуватися, людство будує величезні космічні кораблі для евакуації.
Однак виявляється, що єдиний космопорт захоплено демонами, які оточили його силовим полем, вогненною стіною, і до нього не може пробитися жоден транспорт. Залишки захисників Землі йдуть на штурм космопорту, в ході якого морпіх відстає від своїх бойових товаришів і залишається сам на сам з демонами. Йому вдається увійти в заражений космопорт, убити всіх демонів на своєму шляху та зуміти вимкнути силове поле, завдяки чому кораблі стартують.
Герой залишається єдиною живою людиною на планеті і спокійно чекає на смерть, задоволений тим, що людська цивілізація врятована і зможе знову відродитися десь у глибинах космосу. Але невдовзі він отримує повідомлення від втікачів про те, що вони знайшли місце, звідки у нашу реальність вторглися сили Пекла: рідне місто морпіха. Протагоніст добирається до брами між вимірами, але не бачить способу закрити її. У пошуках рішення він вирушає в Пекло. Врешті-решт герой знаходить Ікону гріха, чудовисько, яке керує вторгненням. Піхотинець вбиває його, в агонії демон руйнує Пекло, і вторгнення на Землю припиняється.
Піхотинець радіє перемозі та починає довгий шлях додому.

## Версії гри
Doom II випускалася у версіях 1.666, 1.7, 1.8 і 1.9. Також існують порти Doom під різні ігрові приставки. Спільними силами id Software і Microsoft  Doom 2 було портовано під Windows.
Див. також Список портів серії Doom

## Цікаві факти
- Якщо витягти звук, який говорить «Ікона гріха» (Icon of Sin) і програти його у зворотному напрямку, вийде «To win the game, you must kill me, John Romero» («Щоб пройти гру, ти повинен вбити мене, Джона Ромеро»). В отворі в голові «Ікони гріха», до якого треба запустити ракети, дійсно є спрайт голови Ромеро на палі (його можна побачити тільки набравши код ходіння крізь стіни).

- У грі є два секретні рівні, під номерами 31 і 32, зроблені на основі рівнів з гри Wolfenstein 3D , першого і останнього рівня з першого епізоду гри. На цих рівнях можна зустрітися зі штурмовиками SS з Wolfenstein 3D в синій формі. Наприкінці 32-го рівня назустріч замість Ганса Ґроссе (Hans Grösse), фінального боса 1-го епізоду Wolfenstein 3D, виходить Кібердемон. Рівні виконані максимально схожими на свої оригінали, але на новому рівні графіки, аж до секретних кімнат, хоча є пара кімнат, яких в оригіналі не було. Вихід на 31-й рівень є секретним і знаходиться на 15-му рівні (Industrial Zone), вихід на 32-й рівень приховано на 31-му рівні. Показово, що для закінчення 32-го рівня треба вбити 4-х повішених персонажів гри Commander Keen.

- У Німеччині Doom II вийшла без бонусних секретних рівнів у стилі Wolfenstein 3D через присутність забороненої нацистської символіки. Обмеження було знято лише 2019 року, і тепер Doom II разом із Wolfenstein 3D доступні в Німеччині[3].

- Звук монстра манкубуса нагадує російське «А мне мало!». Втім, невідомо, чи є це збігом.

- За грою було написано новелізацію «Гепталогія DOOM у віршах», її автор — Кайл Іторр.

- Рушій Doom II має баг який призводить до ефекту «примарних монстрів» («ghost monsters»). Коли архілиходій воскрешає роздавлений труп, відроджений монстр отримує здатність проходити крізь стіни.
- Джон Ромеро створив для Doom II додатковий платний рівень, щоб зібрати кошти для допомоги Україні в умовах російського вторгнення 2022 року[4].